# Хосе Кальдерон
Хосе Кальдерон  (ісп. José Manuel Calderón, 28 вересня 1981) — іспанський баскетболіст, олімпійський медаліст.

## Виступи на Олімпіадах
| Олімпіада   | Дисципліна | Місце |
| ----------- | ---------- | ----- |
| Афіни 2004  | баскетбол  | 7     |
| Пекін 2008  | баскетбол  | 2     |
| Лондон 2012 | баскетбол  | 2     |
| Ріо 2016    | баскетбол  | 3     |

## Зовнішні посилання
- Олімпійський профіль. sport.references.com. Архів оригіналу за 2 березня 2012. Процитовано 14.08.2017. (англ.)
- Спортивний профіль. fiba.com. Архів оригіналу за 20 вересня 2017. Процитовано 14.08.2017. (англ.)